# 李雲慶 (清朝)
李雲慶（？—？），字霖卿，號箭譜，湖北黃安（今红安县）人。清朝政治人物、進士出身。
光绪十八年（1892年）壬辰科二甲第三名进士，與蔡元培、葉德輝等同榜。同年五月，改翰林院庶吉士，光緒二十年四月，散館，著以部属用，改兵部主事候選道。
-